# Вознесенская церковь (Весело-Вознесенка)
Вознесенская церковь (Церковь Вознесения Господня) — православный храм в слободе Весело-Вознесенской Области Войска Донского, ныне село Весело-Вознесенка.

## История
Церковь была заложена по инициативе и на средства графа Матвея Платова в 1811 году, строилась с 1813 по 1819 годы.
Интересно, что строительство церкви было разрешено в 1804 году епископом Воронежским Арсением (Москвиным) в слободе Ханженковой (она же слобода Еланчинская Ханжонкова, она же — посёлок Мокро-Еланчинский). Здесь она была построена на средства помещика Ханженкова 4 мая 1804 года. Представляла собой деревянный молитвенный дом во имя Трёх Святителей, который по причине ветхости в 1819 году был перевезён в слободу Еланчинскую Платова, где из него, после постройки Вознесенской церкви был сделан дом для священнослужителей. По состоянию на 1914 год церкви принадлежали: три саманных причтовых дома, саманный обложенный кирпичом дом для церковного караула, а также здания церковно-приходской школы на 140 учащихся с квартирой для одного учителя и церковно-приходской школы на 60 учащихся с квартирой для одного учителя.
Церковь была однопрестольной, с колокольней. Освящение храма состоялось 22 мая 1819 года (в честь праздника Вознесения Господня), уже после смерти М. И. Платова. Церковь была разрушена в 1935—1937 годах.
Несмотря на гонения, вознесеновцы приспособили для совершения богослужений небольшой саманный дом, оборудовав в нём алтарь и иконостас. Весной 2010 года дом сгорел и богослужения прекратились. 12 июля 2011 года в день памяти святых апостолов Петра и Павла состоялась закладка первого камня в основание будущего храма святителя Николая Чудотворца. Только летом 2017 года в новом храме начались регулярные богослужения.